# 海棠街道 (庐阳区)
海棠街道，是中华人民共和国安徽省合肥市庐阳区下辖的一个乡镇级行政单位。

## 行政区划
海棠街道下辖以下地区：
藕塘社区、清华社区、海棠社区、和煦园社区、滨水城社区和荷塘月色社区。